# Urikosurikum
Urikosurika sind Medikamente, die die renale Harnsäureausscheidung steigern.

## Wirkstoffe
Probenecid, Benzbromaron oder Isobromindion sind Urikosurika. Medikamente mit dem Wirkstoff Sulfinpyrazon sind nicht im Handel erhältlich. 

## Wirkmechanismus
Urikosurika hemmen die tubuläre Harnsäurerückresorption an der Bürstensaummembran der Nierenkanälchen. Angriffspunkt der Urikosurika ist das Harnsäure-Anionen-Austausch-Protein URAT1.

## Nebenwirkungen
Nebenwirkungen können eine Auskristallisation von Harnsäure im Urin, ein akuter Gichtanfall bei Therapiebeginn oder gastrointestinale Beschwerden sein.

## Indikation
Die Medikamenteneinnahme ist bei Hyperurikämie ohne Nierenbeteiligung indiziert.

## Kontraindikationen
Das Medikament darf nicht bei Störungen der Nierenfunktion eingenommen werden. Vor der Verwendung bei Nierensteinen wird dringend gewarnt (Cave).